# James Bruce Joseph Sievers
James Bruce Joseph Sievers (* 8. April 1948 in Los Angeles) ist ein US-amerikanischer Dichter.
Der ehemalige Elitesoldat der Green Berets fing in den 1970er Jahren während einer mehrjährigen Fahrt per Anhalter durch die Vereinigten Staaten an zu dichten.
Von 2000 bis 2001 war Sievers offizieller Poet Laureate der USA.

## Werk (Auswahl)
- An American In Love With His Country, El Segundo: Californien : Skybird-Press, 1981
- Happiness attracts happiness, El Segundo: Californien : Skybird-Press, 1979
- I can make you happy, El Segundo: Californien : Skybird-Press, 1979
- How can I say forever?, El Segundo: Californien : Skybird-Press, 1979